# مجموعة شايلفر للتكنولوجيا
مجموعة شايفلر للتكنولوجيا (باللغة الألمانية: Schaeffler Gruppe) شركة تكنولوجيا متخصصة في تصنيع الرلمان بلي اللازمة للسيارات، سفن الفضاء والصناعات الكهربائية كان إطلاق سوق الأوراق المالية التابع للشركة في ألمانيا حتى 9 أكتوبر 2015. تأسست المجموعة في عام 1946 من قبل الأخوين الدكتور فيلهلم والدكتور المهندس جورج شايفلر. في أغسطس 2008، نجحت الشركة في استحواذ بقيمة 12 مليار يورو على منافستها الكبرى كونتينينتال أيه جي في اتفاق حصلت فيه شايفلر على أغلبية الأسهم حتى عام 2012 على الأقل.
في عام 2011، باعت شايفلر ما قيمته 1.8 مليار يورو من أسهم الشركة لتقل حصتها من 75.1% إلى 60.3%. في الوقت الحالي تمتلك شايفلر ما يقرب من 46% من أسهم كونتيننتال. تمتلك المجموعة العلامات التجارية أي إن إيه، إف إيه جي وإل يو كيه. 

## التاريخ
- عام 1883: قام فريدريش فيشر من شركة شفاينفورت بتصميم آلة للسماح للكرات الفولاذية بأن تكون أرضًا مستديرة تمامًا لأول مرة وبأحجام كبيرة.[9][10]
- عام 1905: في 29 يوليو، تم تسجيل علامة إف إيه جي لدى مكتب براءات الاختراع في برلين.[11]
- عام 1946: حاز الأخوان ويليام وجورج شايفلر على درجة الدكتوراه.
- عام 1949: تم تطوير قفص الأسطوانة الإبرة من قبل جورج شايفلر. جعل شايفلر كرة الإبرة تحمل مكونًا موثوقًا به للتطبيقات الصناعية.
- عام 1965: تم تأسيس شركة لوك لامين في بوهل.
- عام 1999: استولت شركة إي إن إيه على شركة لوك.
- عام 2002: استحوذت الشركة على إف إيه جي، شفاينفورت.
- عام 2003: تشكلت كلا من إي إن إيه، إف إيه جي و لوك.
- عام 2008: اشترت مجموعة شايفلر أغلبية أسهم مجموعة كونتينينتال أيه جي (ألمانيا).
- عام 2009: تم انتخاب الرئيس والمدير التنفيذي لمجموعة شايفلر، تم إختيار جورجين إم جيسنجر رئيسًا للرابطة العالمية للمحامل.[12]
- عام 2011: تم تغيير اسم مجموعة شايفلر إلى مجموعة شايفلر للتكنولوجيا.
- عام 2013: 
  - في 4 أكتوبر، حصل السيد كلاوس روزنفيلد على منصب الرئيس التنفيذي بالنيابة بالإضافة إلى مسؤولياته الحالية كرئيس مالي.
  - أصبح الجيل الثالث من محور شايفلر الكهربائي منتجًا رائدًا للإنتاج التجريبي.
- عام 2014: افتتحت شركة شايفلر أول مصنع روسي لها في أوليانوفسك، تنتج منه منتجات عالية الجودة لكل من مصنعي السيارات المحليين والأجانب وكذلك لصناعة السكك الحديدية.
- عام 2015: أكملت شايفلر بنجاح طرحها في العام الأول في 9 أكتوبر 2015 تحت شعار «نحن نشارك نجاحنا».
- عام 2016: 
  - اعتماد إستراتيجية «التنقل من أجل الغد».
  - توسيع مصانع الولايات المتحدة والصين.
  - افتتاح منشأة جديدة في تشونبوري، تايلاند إلى جانب مكتب جديد في موسكو، روسيا.[2]
- عام 2018: قامت شايفلر بتركيب أربعة محركات كهربائية من سيارة إيه بي تي شايفلر إف إيه 01 إلى أودي A3 للاختبار فقط.[13]

## الحرب العالمية الثانية
خلال عملية الدمج في عام 2008، كشفت الشركة عن استغلالها آلاف العمال في الحرب العالمية الثانية في مصانعها في بولندا أثناء إحتلال ألمانيا لها. تزامن هذا التصريح مع تصريح مدير المتحف الذي كان معسكر أوشفيتز بيركينو في السابق أنه بعد الحرب تم العثور على 1.95 طنًا طويلًا من الشعر البشري (1980 كجم) في مصانع شيفلر، وقد تم استخدامه في مواد التنجيد في السيارات. نفى مؤرخي المجموعة شيفلر هذا الادعاء بالتحديد.

## وصلات خارجية
- القناة الرسمية لمجموعة شايلفر للتكنولوجيا على اليوتيوب.